# Christine de Ligne
Titre
Princesse impériale consort du Brésil
15 juillet 2022 – 8 novembre 2024
(2 ans, 3 mois et 24 jours)
Christine de Ligne, née le 11 août 1955 au château de Belœil, Hainaut, Belgique, est une aristocrate belge, portant le titre de princesse de Ligne, devenue par mariage en 1981, princesse du Brésil. Elle est de 2022 à 2024, princesse impériale consort du Brésil, par son mariage avec Antoine d'Orléans-Bragance. 

## Biographie

### Famille
Christine de Ligne, née au château de Belœil, le 11 août 1955, en province de Hainaut, en Belgique, est le quatrième enfant et la seconde fille des sept enfants d'Antoine, 13e prince de Ligne (1925-2005) et de la princesse Alix de Luxembourg (1929-2019). Elle est la sœur de Michel, 14e prince de Ligne, chef de sa maison depuis 2005,.
Par sa mère, elle est une petite-fille de la grande-duchesse Charlotte de Luxembourg (1896-1985) et descend de Robert, dernier duc de Parme (1848-1907), ainsi que du roi Michel Ier de Portugal (1802-1866),.

### Mariage et descendance
Après des fiançailles conclues en juin 1981, Christine de Ligne épouse le 25 septembre 1981 civilement à Belœil, puis religieusement le lendemain, dans la chapelle du château de Belœil, le prince Antoine d'Orléans-Bragance, né à Rio de Janeiro le 24 juin 1950, où il est mort le 8 novembre 2024, prince impérial du Brésil depuis le 15 juillet 2022, fils du prince Pedro Henrique d'Orléans-Bragance (1909-1981), chef de la maison impériale du Brésil, et de la princesse Marie-Élisabeth de Bavière (1914-2011),.
Le couple a quatre enfants qualifiés du prédicat de courtoisie d'altesse royale et des titres de courtoisie de prince ou princesse du Brésil,, :
- Pedro Luiz d'Orléans-Bragance, né à Rio de Janeiro le 12 janvier 1983 et disparu en mer le 1er juin 2009 lors de l'accident du vol 447 Air France[8],[9] ;
- Amélie d'Orléans-Bragance, née à Bruxelles le 16 mars 1984, renonce à ses droits dynastiques et se marie le 14 juillet 2014, à Rio de Janeiro, à Alexander James Spearman (né en 1984), descendant de Sir Alexander Young Spearman, 1er baronet Spearman (1793-1874) ;
- Raphaël d'Orléans-Bragance, né à Rio de Janeiro le 24 avril 1986 ;
- Marie-Gabrielle d'Orléans-Bragance, née à Rio de Janeiro le 8 juin 1989.

## Titulature et décorations

### Titulature
- 11 août 1955 - 25 septembre 1981 : Son Altesse la princesse Christine de Ligne ;
- 25 septembre 1981 - 26 septembre 2020 : Son Altesse Royale la princesse Christine d'Orléans-Bragance, princesse du Brésil ;
- 26 septembre 2020 - 15 juillet 2022 : Son Altesse Impériale et Royale la princesse Christine d'Orléans-Bragance, princesse du Brésil ;
- 15 juillet 2022 - 8 novembre 2024 : Son Altesse Impériale et Royale la princesse Christine d'Orléans-Bragance, princesse impériale du Brésil ;
- 8 novembre 2024 - présent : Son Altesse Impériale et Royale la princesse Christine d'Orléans-Bragance, princesse impériale douairière du Brésil.

### Décorations
- Grand-croix de l'ordre de la Rose (26 septembre 2020, maison d'Orléans et Bragance)[10]
- Médaille du mariage du grand-duc héritier Henri avec María Teresa Mestre Batista (14 février 1981, grand-duché de Luxembourg)[10]
- Dame grand-croix de l'ordre équestre du Saint-Sépulcre de Jérusalem (Saint-Siège)[10]
- Grand-croix honoraire de l'ordre royal de Saint-Isabelle (27 octobre 2012, maison de Bragance)[10]